# Laander Karuso
Laander Karuso (* 1986 in Magdeburg) ist ein deutscher Autor, Slam-Poet und Musiker.

## Wirken
Hauptsächlich ist Karuso als Autor tätig. Im Jahr 2016 veröffentlichte er beim Berliner Independent-Verlag Periplaneta Der Weg zu meinem verfickten Seelenfrieden. Aus dem Tagebuch eines Hobbyzynikers, eine Sammlung von Kurzgeschichten, Blog-Einträgen sowie Texten, die Karuso bei Poetry Slams vorträgt. Als Slam-Poet erreichte er diverse Meisterschaften und erzielte dort einige Erfolge. So errang er einige Stadtmeistertitel sowie den Vizemeistertitel der Landesmeisterschaft 2014 in Sachsen-Anhalt, bei der er darüber hinaus den Song Slam gewann. Drei Jahre später wurde er erneut Vizemeister in Sachsen-Anhalt. Mit Hoelderlin erschien 2019 Karusos erster Roman.
2024 veröffentlichte Karuso den Lyrikband Ekel & Eklektik, eine Gedichtsammlung aus Bühnentexten und anderen, teils sehr persönlichen Gedichten.
Auch als Musiker ist Karuso aktiv und veröffentlichte 2016 sein Debütalbum Come On, Koschka!.
Karuso lebt und arbeitet in Osnabrück.

## Veröffentlichungen

### Als Autor
- Der Weg zu meinem verfickten Seelenfrieden: Aus dem Tagebuch eines passionierten Hobbyzynikers. Periplaneta, 2016, ISBN 978-3-95996-017-5.
- Die Einsamkeit des Hurenkindes. Hrsg.: Lesebühne Vision & Wahn. Periplaneta, 2017, ISBN 978-3-95996-075-5.
- JWD – Best of Poetry Slam Niedersachsen. Hrsg.: Sebastian Hahn. Blaulicht, 2019, ISBN 978-3-941552-45-6.
- Hoelderlin. Periplaneta, 2019, ISBN 978-3-95996-123-3.
- Hölderlinks – Türme, Wolkenkratzer, Wohngebäude. Hrsg.: Thorsten Trelenberg. Projekt, 2020, ISBN 978-3-89733-509-7.
- Irre schön. Poetry & Mental Health. Hrsg.: Stef, Bonny Lycen. Satyr, 2022, ISBN 978-3-947106-80-6.
- Ekel & Eklektik. Periplaneta, 2024, ISBN 978-3-95996-234-6.

### Als Musiker
- Come On, Koschka! (2016,  frogrocks records)